# Martha Mier
 (avril 2020).
Si vous disposez d'ouvrages ou d'articles de référence ou si vous connaissez des sites web de qualité traitant du thème abordé ici, merci de compléter l'article en donnant les références utiles à sa vérifiabilité et en les liant à la section « Notes et références ».
 (avril 2020).
Pour les articles homonymes, voir Mier.
Martha Mier, née le 10 décembre 1936, est une compositrice et éducatrice musicale américaine, ayant principalement travaillé au piano.

## Biographie
Née le 10 décembre 1936, Martha Mier étudie en Floride, plus précisément à l'Université d'État de Floride, où elle obtient ses diplômes de musique classique. Elle s'installe ensuite à Lake City et y réside encore actuellement. Elle est connue pour avoir composé Seventh Street Blues, que l'on peut retrouver dans son livre de chansons Jazz, Rags & Blues Book 1. Elle a également composé Jackson Street Blues, pièce utilisée par l'ABRSM (en) dans leur programme 2007-2008 en tant que pièce de cinquième niveau C1. Ses ouvrages de morceaux pour piano seul, Romantic Impressions, sont très prisés et contiennent des morceaux pour pianistes de tous niveaux.
Elle est membre de l'Association nationale des professeurs de musique (en), la Florida State Music Teachers Association, en plus de la National Guild of Piano teachers. Elle est notamment connue au niveau international en tant que compositrice, arrangeur musical et éducatrice et fait partie de jurys lors de compétitions musicales.

## Œuvres
Liste non exhaustive de ses compositions et livrets publiés par Alfred Music (en).

### Livres de chansons
- The Best of Martha Mier
- Christmas Jazz, Rags & Blues
- Favorite Solos

### Pièces individuelles
- Abracadabra!
- Camilla the Camel
- Chattanooga Blues
- Dance of the Scarecrow
- Autumn Nocturne
- Celebration Scherzo